# Vaskapupuszta
Vaskapupuszta Szava község külterületi lakott része Baranya vármegyében, a Siklósi járásban. A lakosság száma 30 fő (2011).

## Fekvése
A településrész Pécstől 23, Siklóstól 16 kilométer távolságra van, Szava központjától jó két kilométerre északra esik.

### Megközelítése
Aránylag könnyen megközelíthető a környék városai és a térséget átszelő főbb útvonalak felől is, mert itt keresztezi egymást a Görcsöny-Harkány közt húzódó 5814-es út, valamint az 58-as főút túronyi szakaszától Garén, Siklósbodonyon és Hegyszentmártonon át egészen Bogádmindszentig vezető 5815-ös út.
Hajdan érintette a Pécs–Harkány–Donji Miholjac-vasútvonal is, amit azonban 1971 nyarával megszüntettek. A településrész nevét is magán viselő Ócsárd-Vaskapu vasútállomás Vaskapupusztától bő egy kilométerre északra feküdt, Ócsárd belterületének déli széle közelében.

## Története
A török hódoltság során kihalt a település. A 18. században a Batthyány család birtoka volt.